# Kabupaten Kepulauan Sula
Kabupaten Kepulauan Sula är ett kabupaten i Indonesien. Det ligger i provinsen Maluku Utara, i den nordöstra delen av landet. Antalet invånare är 132 524.
Större öar som ingår är Mangole och Sanana.